# 名古屋市営地下鉄上飯田線
上飯田線（かみいいだせん）は、愛知県名古屋市北区の平安通駅から同区の上飯田駅までを結ぶ、名古屋市営地下鉄の路線である。協定などでは名古屋市高速度鉄道上飯田線と称する。ラインカラーは桃色（■）。駅ナンバリングで用いられる路線記号はK。
営業キロは平安通 - 上飯田間の全長わずか0.8 km (800 m) しかなく、日本で距離が最も短い地下鉄路線である。一部の列車を除いて、名古屋鉄道（名鉄）小牧線と上飯田 - 犬山間で相互直通運転を行っており、小牧線と一体的な運行形態となっている。
すべての駅でmanaca（2011年2月11日に導入）などの交通系ICカード全国相互利用サービス対応カードが使用できる。

## 概要
上飯田線は平安通 - 上飯田間の1駅間のみを結ぶ路線であるが、これによって名鉄小牧線と名古屋市営地下鉄名城線の連絡を可能にしており、上飯田駅発着のバス路線の混雑緩和や小牧線沿線地域と名古屋都心部の鉄道による連絡を実現している。
施設は、第三セクターの上飯田連絡線株式会社が第三種鉄道事業者として所有している。同社は上飯田 - 平安通間だけでなく味鋺 - 上飯田間の施設も所有しているが、その区間は第二種鉄道事業者である名鉄の線区となっている。2003年（平成15年）の開業当初は、上飯田線内は同線の第二種鉄道事業者である名古屋市交通局の乗務員が乗務し運転業務を行う体制であったが、合理化のため2007年（平成19年）度より名古屋市交通局が運転業務を名鉄に委託し、上飯田線内も名鉄の乗務員（犬山乗務区）が通し乗務している。
各駅に可動式ホーム柵（ホームドア）が設置されているが、定位置停止装置（TASC）は設置されておらず、自動列車制御装置（ATC）によって25km/hまで減速した後、運転士が手動で停車させる方式を採っている。このため、ホームドアの幅が扉幅+700mmと通常（扉幅+300mm）よりも広く作られている。また、将来の輸送量増加を見込んでホームは20m車6両分（130m、現在は4両編成で運行）で建設されている。
上飯田線には列車接近メロディは導入されていない。出発指示合図ブザーは平安通駅のみに設置されている（上飯田駅は、名鉄の管轄になっているため、名鉄の出発承認合図ベルが設置してある）。列車が駅を発車する前のドア閉めの際には、上飯田線では直通する名鉄小牧線と同様に車載の乗降促進メロディが流される。また、旅客案内装置は両駅に設置されているが、上飯田駅の旅客案内装置は名鉄仕様のLED式となっている。
上飯田線を経由して、地下鉄名城線平安通駅、志賀本通駅、黒川駅、大曽根駅、ナゴヤドーム前矢田駅のいずれかの駅と、名鉄小牧線の味鋺駅・味美駅のいずれかの駅の相互間を利用する場合、運賃に連絡特定割引の適用を受けることができる。
上飯田線の開業によって小牧・犬山方面から平安通・大曽根両駅での乗り換えにより名鉄瀬戸線またはJR中央本線への連絡も容易になったが、地下鉄を介した小牧線と瀬戸線との通過連絡運輸は設定されていない。上飯田線経由での名鉄への連絡運輸も小牧線内にのみに限られており、各務原線・広見線を含めた犬山駅以遠への連絡乗車券は購入できない。犬山駅以遠を発駅とする小牧線・上飯田線を経由する連絡定期券は名鉄で購入できる。さらに、小牧線・上飯田線から名城線・鶴舞線を経由して名鉄豊田線方面へも中間改札なしで繋がっているが、こちらの連絡運輸は上飯田駅を地下鉄駅と見なしているために豊田線方面までの乗車券を購入できるものの、小牧線からは赤池駅までしか購入できない。
上飯田線は名城線としか接続していないが、開業時期が遅く、上飯田駅北の小牧線区間で庄内川をくぐる構造となっているために深い位置に造られており、両駅ともホームは地上から20m以上の深さにある。

### 路線データ
- 管轄・路線距離（営業キロ）：
  - 名古屋市交通局（第二種鉄道事業者）：
    - 平安通 - 上飯田間[注釈 1] 0.8 km

  - 上飯田連絡線（第三種鉄道事業者）：
    - 上飯田 - 平安通間 0.8 km
- 軌間：1067 mm
- 駅数：2駅（起終点駅含む）[2]
- 複線区間：全線
- 電化区間：全線（直流1500 V・架空電車線方式）
- 閉塞方式：車内信号式
- 最高速度：75 km/h[2]
- 1編成の両数：4両[2]
- ホーム最大対応両数：6両

## 運行形態
ほぼ全列車が名鉄小牧線と直通運転しているが、平安通0:28発の最終列車上飯田行きと、上飯田5:35発の平安通行き始発列車は地下鉄線内のみの運行である。なお、名鉄小牧線が事故または気象災害等で運転休止の場合、上飯田駅で折り返し運転となる。昼間は小牧線犬山駅発着列車のみだが、朝夕には同線小牧駅折り返し列車がある。また、ワンマン運転を行っている。昼間は1時間あたり4本の運行で、これは神戸市営地下鉄北神線とともに日本の地下鉄で最も少ない運行頻度となっている。
- 運転間隔[7][8]
  - 平日：朝8.5分毎、昼間15分毎、夕方10分毎
  - 土休日：朝10分毎、昼以降15分毎

当線では大晦日から元日にかけての終夜運転は行わない。ただし、2003年と2004年は行われ、小牧線との直通運転も行われた。

## 車両
上飯田線および名鉄小牧線で運用されている7000形・名鉄300系はすべて日本車輌製造製で、東山線以外の名古屋市営地下鉄の他の路線では（2015年8月までは東山線でも）日立製作所製の車両も走っているが、上飯田線は名古屋市営地下鉄の路線で唯一、開業時から一貫して日立製作所製の車両は走っていない。両形式とも方向幕車のみであり、LED行先表示器を装備した車両は存在しない（名古屋市交通局では名城線・名港線も該当）。また、いずれも右手操作式ワンハンドルマスコンを装備している。
上飯田線用の車庫はなく、また現時点では他の地下鉄路線と直接的に線路がつながっていないため、車両整備は名鉄に委託して犬山検査場および舞木検査場で行っている。ただし書類上における自局車両の所属先は鶴舞線や桜通線の車両と同様に日進工場となっている。
2003年の開業時より交通局2編成、名鉄8編成の体制であり、廃車や増備は行われていない。前節の上飯田線内のみの列車は交通局の7000形で運転される（稀に名鉄車が代走をすることがある）。
7000形全2編成のうち、1編成は自局内の上飯田駅の留置線で夜間滞泊を行っている。平安通駅では行われない。7000形のもう1編成は名鉄犬山検査場に留置される。

### 自局車両

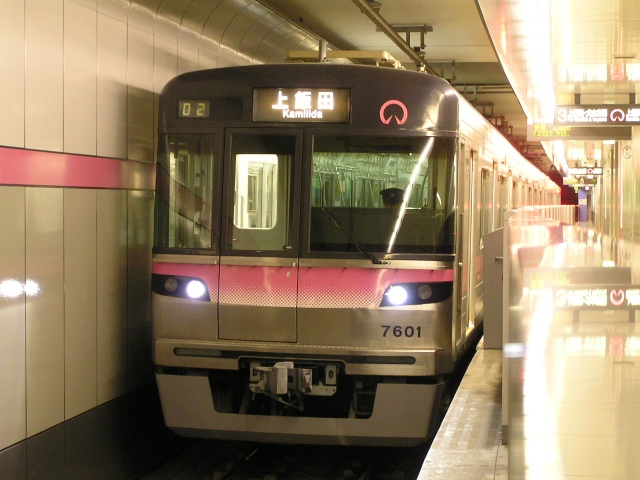
7000形

- 7000形

### 乗り入れ車両
名古屋鉄道

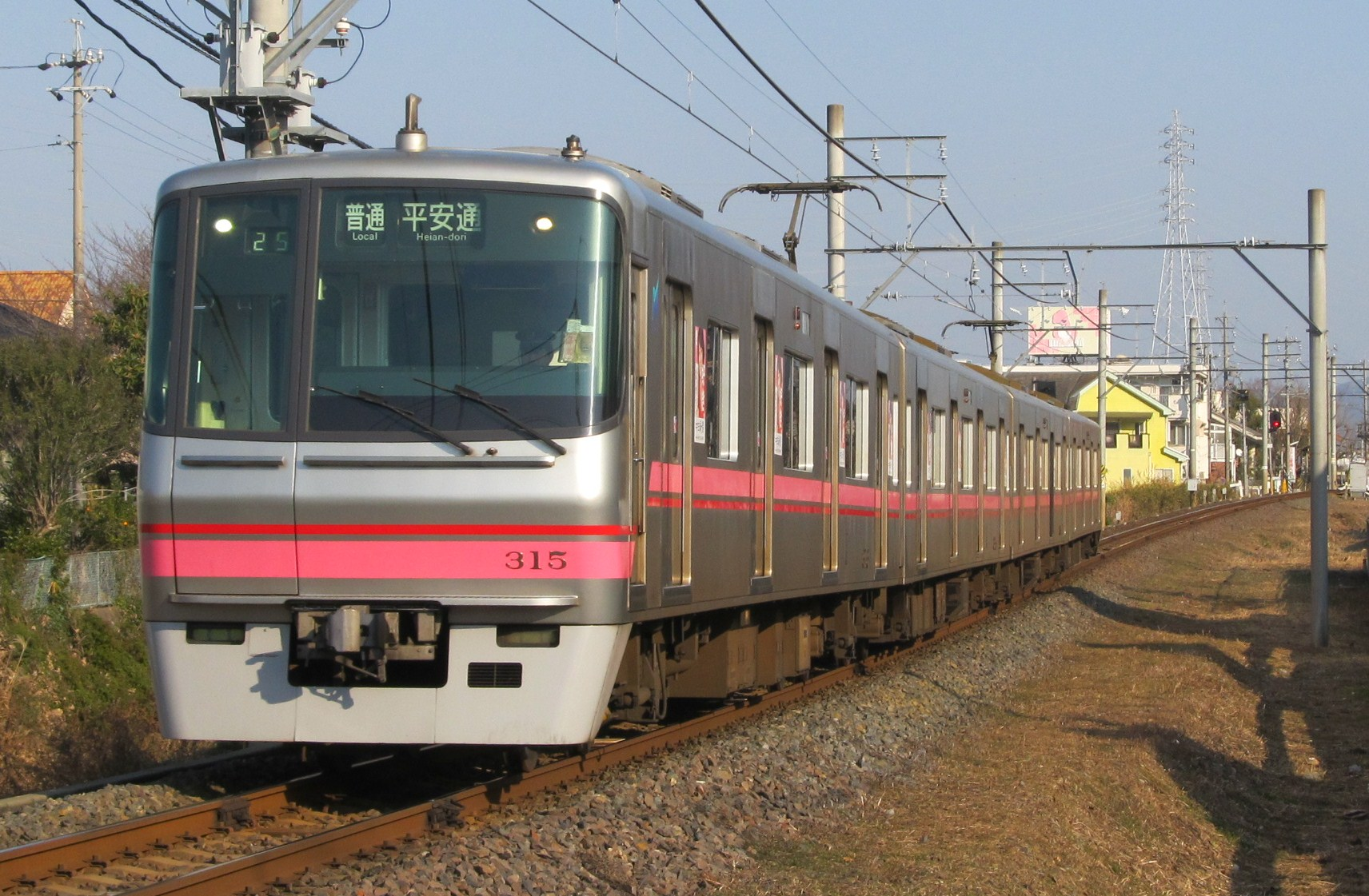
300系

- 300系

## 歴史
名鉄小牧線から名古屋市の中心部へは小牧駅から名鉄岩倉支線経由で名鉄犬山線に、あるいは上飯田駅で名古屋市電御成通線に乗り換えることで鉄軌道での連絡ができた。しかし1964年（昭和39年）に岩倉支線が、1971年（昭和46年）に御成通線が廃止され、鉄軌道での連絡手段が無くなった。
1992年（平成4年）の運輸政策審議会第12号答申「名古屋圏における高速鉄道を中心とする交通網の整備に関する基本計画について」で「名鉄小牧線・市交上飯田線の建設」として味鋺 - 上飯田 - 平安通 - 新栄町 - 丸田町を結ぶ路線が挙げられた。特に味鋺 - 上飯田 - 平安通（上飯田連絡線）は名鉄小牧線と名古屋市営地下鉄の連絡を改善するため緊急に整備するものとされた。1994年に上飯田連絡線株式会社が設立され、建設時には平安通駅 - 上飯田駅間の工事を名古屋市交通局に委託した。2003年（平成15年）3月27日に開業した。
平安通 - 上飯田間を含む計画としては1972年（昭和47年）の都市交通審議会答申第14号で金山 - 市役所 - 平安通 - 上飯田を結ぶ「7号線」があった。しかし、先述した1992年に答申された計画で路線網が見直されて7号線の名前は消え、新たに上飯田線が計画された。

### 年表
- 2003年（平成15年）3月27日：平安通駅 - 上飯田駅間[10][注釈 1]が開業。名鉄小牧線との相互直通運転開始。7000形電車営業運転開始。
- 2007年（平成19年）
  - 4月1日：名鉄に運転業務を委託（名鉄の乗務員が平安通駅 - 犬山駅を通しで乗務）。
  - 6月30日：上飯田線開業後初のダイヤ改正。平安通駅での名城線との接続を改善。
- 2024年（令和6年）3月16日：ダイヤ改正。平日朝および土休日夕方の運行本数を削減[11]。ホーム上の時刻表を撤去[12]。

## 延伸計画
上飯田線のうち、平安通 - 上飯田間は、路線連絡の必要性の高さから先行開業したが、1992年（平成4年）の運輸政策審議会第12号答申「名古屋圏における高速鉄道を中心とする交通網の整備に関する基本計画について」によれば、将来は桜通線高岳駅及び東山線新栄町駅を経て、名古屋市中区の丸田町交差点付近まで延長する計画となっていた。丸田町付近では、同じく前記答申で計画されている東部線および金山線と接続する計画もあった。
しかし、開通前と比べて愛知県や名古屋市などの周辺自治体の関心が乏しく、また人口増加が望めない社会情勢だけでなく、名古屋市も桜通線の徳重駅までの延伸開業以降は新規の路線開設ならびに延伸を行わないと表明しており、実現は困難となっている。

## 駅一覧
- 駅番号順に記述[注釈 1]。
- 全駅愛知県名古屋市北区内に所在。

| 駅番号                                | 駅名     | 営業キロ | 接続路線                                           |
| ------------------------------------- | -------- | -------- | -------------------------------------------------- |
| KM 名古屋鉄道小牧線犬山駅まで直通運転 |          |          |                                                    |
| K01                                   | 上飯田駅 | 0.0      | 名古屋鉄道：KM 小牧線 (KM13)（直通運転：上記参照） |
| K02                                   | 平安通駅 | 0.8      | 名古屋市営地下鉄： 名城線 (M11)                    |

上飯田駅は名古屋鉄道の管轄駅、平安通駅は名古屋市交通局（名城線運転区）の管轄駅である。上飯田線単独の名古屋市交通局管轄駅は存在しない。

## 利用状況
名古屋市営地下鉄上飯田線の年度別の輸送実績を下表に記す。 表中、最高値を赤色で、最低値を緑色で表記している。
| 年度               | 年間輸送人員 （千人） | 一日平均輸送人員 （人） | 最混雑区間乗車率 (%) | 輸送密度 （人/日） | 特記事項 |
| ------------------ | --------------------- | ----------------------- | -------------------- | ------------------ | -------- |
| 2003年（平成15年） | 8,189                 | 22,436                  | 70                   |                    | 開業     |
| 2004年（平成16年） | 9,796                 | 26,841                  | 85                   |                    |          |
| 2005年（平成17年） | 10,286                | 28,181                  | 98                   |                    |          |
| 2006年（平成18年） | 10,000                | 27,397                  | 99                   |                    |          |
| 2007年（平成19年） | 10,071                | 27,589                  | 101                  |                    |          |
| 2008年（平成20年） | 10,495                |                         |                      |                    |          |
| 2009年（平成21年） | 10,071                |                         |                      |                    |          |
| 2010年（平成22年） | 10,277                |                         |                      |                    |          |
| 2011年（平成23年） | 9,403                 |                         |                      |                    |          |
| 2012年（平成24年） | 10,058                |                         |                      |                    |          |
| 2013年（平成25年） | 10,548                |                         |                      |                    |          |
| 2014年（平成26年） | 10,475                |                         | 113                  |                    |          |
| 2015年（平成27年） | 11,419                |                         | 116                  |                    |          |
| 2016年（平成28年） | 11,768                |                         | 123                  |                    |          |
| 2017年（平成29年） | 12,140                |                         | 123                  |                    |          |
| 2018年（平成30年） | 12,444                |                         | 127                  |                    |          |
| 2019年（令和元年） |                       |                         | 124                  |                    |          |
| 2020年（令和2年）  |                       |                         | 97                   |                    |          |

出典：
愛知県ホームページ
- 陸上交通に関する統計 2015年3月31日
- 第8回愛知県累年統計表
- 愛知県統計年鑑 各年度版

国土交通省
- 最混雑区間における混雑率（令和元年度） (PDF) 
- 最混雑区間における混雑率（令和2年度） (PDF) 

利用客は年々増加しているものの、上飯田連絡線株式会社への線路使用料が高いのと、上飯田駅から直接地下鉄を利用しても必然的に平安通駅で乗り換えが生じるために線内のみの利用客はそれほど多くなく（小牧線との直通利用客は上飯田駅で一度乗り降りしたと見なされる）、営業係数は400を超えている。